# محمية الطيب
محمية الطِيب هي مشروع لمحية في قضاء الطيب شمال شرق محافظة ميسان في جنوب شرق العراق، محاذية للحدود العراقية الإيرانية، في الهور الملحي الغريني لدجلة والفرات، في إقليم المياه الداخلية العذبة لأسفل نهري دجلة والفرات، مساحتها 1192 كيلومتراً مربعاًـ ذات تضاريس متباينة وتنوع نباتي وحيواني، يجري في المحمية نهيران، نهر الطيب ونهر الدويريج، وتنشأ أهوار موسمية شتاءً وتنضب صيفاً، وفي المحمية حيوانات مهددة بالانقراض كغزال الريم والضب شوكي الذنب، محمية الطيب في قضاء الطيب، وتشمل 14 قرية، كان عدد سكانها نحو 1400 ساكن، بينهم 560 امرأة حتى سنة 2020م، وأكثر سكان تلك القرى يعملون في تربية الأغنام والجواميس والزراعة والرعي واستخراج الحصى، وفي سنة 2015م، قرر مرفق البيئة العالمي تمويل محمية الطيب ومحية الدلمج لتكون تمهيداً تجريبياً لإنشاء مناطق محمية أخرى في أرجاء العراق، اسم المشروع «مشروع لإنشاء شبكة من المناطق المحمية في العراق (الطيب والدلمج) للفترة 2018-2020» بتكلفة 4680365 دولاراً.

## الحدود
أعلنت مديرية بيئة ميسان يوم 21 نيسان سنة 2022 عن «إجراء أولى خطوات ترسيم حدود محمية الطيب، حيث تمت مناقشة وضع المحمية والأمور اللوجستية على أرض الواقع من خلال الاطلاع على المخططات والخرائط التي اعدت لذلك»، وذكروا أن منطقة الطيب قد حدث فيها انخفاض ملموس في الواردات المائية في نهر الدويرج.